# Living Dolls
Living Dolls (littéralement, Poupées vivantes) est une série télévisée américaine dérivée de Madame est servie, et diffusée du 26 septembre 1989 et 30 décembre 1989 sur le réseau ABC.
Cette série est inédite dans tous les pays francophones.

## Synopsis
La série est centrée sur Charlie Briscoe (Leah Remini), la meilleure amie de Samantha Micelli. Samantha se lance dans une carrière de mannequin et Charlie, son amie de Brooklyn, vient lui rendre visite. En faisant un shooting photo pour une publicité de nourriture pour chiens, Charlie se révèle est très photogénique. Charlie se lie alors d'amitié avec Trish Carlin (Michael Learned), directrice d'agence de jeunes mannequins. Trish est également l'amie de Angela Bower, directrice marketing d'une agence de publicité, l'un des personnages principaux de Madame est servie. Trish devient une figure maternelle pour Charlie et les autres mannequins.

## Distribution

### Acteurs principaux
- Michael Learned: Miss Patricia "Trish" Carlin
- Leah Remini: Charlene "Charlie" Briscoe
- Deborah Tucker: Caroline Weldon
- Alison Elliott: Martha Lambert
- Halle Berry: Emily Franklin
- David Moscow: Eric "Rick" Carlin

## Épisodes
- Épisode 1 "Living Dolls"
- Épisode 2 "It's All Done with Mirrors"
- Épisode 3 "It's My Party"
- Épisode 4 "Martha Means Well"
- Épisode 5 "Seeing Is Believing"
- Épisode 6 "Guess Who's Not Coming to Dinner"
- Épisode 7 "Rick's Model Girlfriend"
- Épisode 8 "The Not So Sweet Smell of Success"
- Épisode 9 "The Flash Is Always Greener"
- Épisode 10 "He's Ba-aack !"
- Épisode 11 "C' Is for Model"
- Épisode 12 "And I Thought Modeling Was Hard"
- Épisode 13 "Beauty and the Beat"

## Commentaires
La série a commencé par un back-door pilot dans Madame est servie. Dans cet épisode, Vivica A. Fox jouait Emily à la place de Halle Berry, et Jonathan Ward jouait Rick, qui est devenu Eric lorsque David Moscow a repris le rôle dans la série. Les cadres de la chaîne n'appréciaient pas la distribution originale et ont fait un nouveau casting. L'épisode pilote de Madame est servie a été diffusé pour la première fois en mars, mais il a été rediffusé juste avant la première de Living Dolls, expliquant les raisons pour lesquelles Charlie a emménagé avec Trish.
Living Dolls a reçu des critiques principalement négatives. C'était la seule série à recevoir une note "F" par le magazine People dans son numéro d'avant-première d'automne 1989. ABC a annulé la série après 12 épisodes en décembre 1989.